# Oleiny Linares Nápoles
Oleiny Linares Nápoles  (Santiago de Cuba, 9 de mayo de 1983) es una Maestro Internacional Femenino de ajedrez cubana.

## Palmarés y participaciones destacadas
Linares Nápoles ganó en Torneo Panamericano Universitario en 2009. Fue campeona del Campeonato de Cuba de Ajedrez en febrero de 2010 y subcampeona en 2011. Ganó el campeonato de Cuba juvenil femenino en 2003. A su vez, representó a Cuba en las Olimpíadas de ajedrez en 2008 y 2010.